# Costoanachis semiplicata
Costoanachis semiplicata är en snäckart som först beskrevs av Robert Edwards Carter Stearns 1873.  Costoanachis semiplicata ingår i släktet Costoanachis och familjen Columbellidae. Inga underarter finns listade i Catalogue of Life.